# Cryptocarya wilsonii
Cryptocarya wilsonii är en lagerväxtart som beskrevs av André Guillaumin. Cryptocarya wilsonii ingår i släktet Cryptocarya och familjen lagerväxter. Inga underarter finns listade i Catalogue of Life.